# Route Adélie de Vitré
La Route Adélie de Vitré – kolarski wyścig jednodniowy, rozgrywany we Francji wokół miejscowości Vitré. 
Impreza powstała w miejsce rozgrywanego wcześniej Tour d'Armorique. Odbywa się co roku od 1996. Od powstania UCI Europe Tour w 2005 jest częścią tego cyklu z kategorią 1.1.

## Zwycięzcy
Opracowano na podstawie:
| Rok  | Pierwsze            | Drugie               | Trzecie              |          |
| ---- | ------------------- | -------------------- | -------------------- | -------- |
| 1996 | Marc Bouillon       | Thierry Marie        | Siergiej Iwanow      |          |
| 1997 | Nicolas Jalabert    | Cyril Saugrain       | Germano Pierdomenico |          |
| 1998 | Jaan Kirsipuu       | Paul Van Hyfte       | Pascal Lino          |          |
| 1999 | Torsten Schmidt     | Nicolas Vogondy      | Max van Heeswijk     |          |
| 2000 | Laurent Brochard    | Jan Bratkowski       | Oscar Cavagnis       |          |
| 2001 | Jaan Kirsipuu       | Stéphane Heulot      | Laurent Brochard     |          |
| 2002 | Marcus Ljungqvist   | Stéphane Heulot      | Laurent Brochard     |          |
| 2003 | Sébastien Joly      | Henk Vogels          | Laurent Brochard     |          |
| 2004 | Anthony Geslin      | Sergio Marinangeli   | Pierrick Fédrigo     |          |
| 2005 | Daniele Contrini    | Moisés Aldape        | Jérôme Pineau        |          |
| 2006 | Samuel Dumoulin     | Aitor Galdos         | Anthony Geslin       |          |
| 2007 | Rémi Pauriol        | Aleksandr Chatuncew  | Yann Huguet          |          |
| 2008 | Kevyn Ista          | Benoît Vaugrenard    | Jérémie Galland      |          |
| 2009 | Jérôme Coppel       | David Le Lay         | Romain Feillu        |          |
| 2010 | Cyril Gautier       | Laurent Pichon       | Benoît Vaugrenard    |          |
| 2011 | Renaud Dion         | Gianni Meersman      | Steven Tronet        |          |
| 2012 | Roberto Ferrari     | Laurent Pichon       | Julien Simon         |          |
| 2013 | Alessandro Malaguti | Jauhienij Hutarowicz | Justin Jules         |          |
| 2014 | Bryan Coquard       | Julien Simon         | Benoît Jarrier       |          |
| 2015 | Romain Feillu       | Nacer Bouhanni       | Timothy Dupont       |          |
| 2016 | Bryan Coquard       | Clément Venturini    | Samuel Dumoulin      |          |
| 2017 | Laurent Pichon      | Cyril Gautier        | Julien Simon         |          |
| 2018 | Silvan Dillier      | Benoît Vaugrenard    | Justin Mottier       |          |
| 2019 | Marc Sarreau        | Bram Welten          | Clément Venturini    |          |
| 2020 | odwołany            | odwołany             | odwołany             | odwołany |
| 2021 | Arvid de Kleijn     | Emmanuel Morin       | Jason Tesson         |          |
| 2022 | Axel Zingle         | Dorian Godon         | Valentin Ferron      |          |
| 2023 | Fredrik Dversnes    | Kévin Vauquelin      | Louis Barré          |          |
| 2024 | Jenthe Biermans     | Sandy Dujardin       | Alexandre Delettre   |          |
| 2025 |                     |                      |                      |          |